# DEQ (Incoterm)

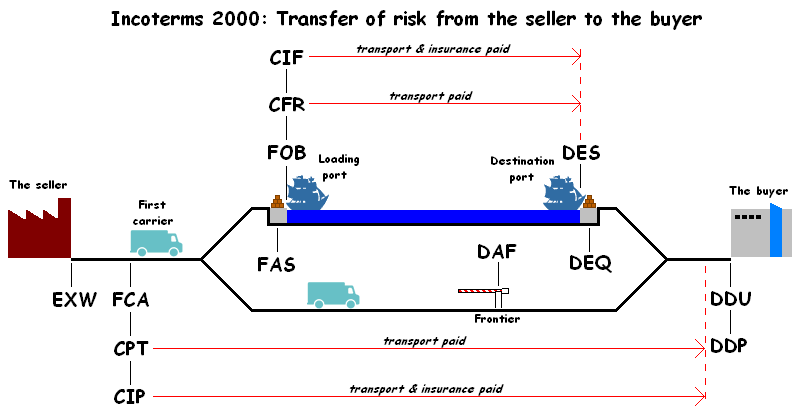
Các nhóm chính trong Incoterm 2000

Trong thương mại quốc tế, Giao tại cầu cảng nơi đến là cách dịch của cụm từ trong tiếng Anh: Delivered Ex Quay (viết tắt DEQ). Đây là một điều kiện của Incoterm. Nó là tương tự như điều kiện DES, ngoại trừ mọi rủi ro về hàng hóa chỉ được chuyển từ bên bán sang bên mua khi hàng hóa đã được bốc dỡ ra khỏi tàu và đặt trên cầu cảng. Theo điều kiện DEQ thì:
Bên bán phải:
- Đặt hàng hóa dưới quyền định đoạt của bên mua trên cầu cảng của cảng đích.
- Cung cấp vận đơn hay lệnh giao hàng cùng các chứng từ cần thiết khác sao cho bên mua có thể nhận hàng từ cầu cảng.
- Trả tiền chi phí bốc dỡ hàng.
- Lấy giấy phép nhập khẩu, nộp thuế, thuế quan và lệ phí về thuế nhập khẩu nếu hợp đồng quy định là "trên cầu cảng đã nộp thuế"

Bên mua phải:
- Nhận hàng trên cầu cảng của cảng đến.
- Lấy giấy phép nhập khẩu, nộp thuế và phí, lệ phí nhập khẩu nếu hợp đồng quy định là bên mua phải nộp.
- Chịu mọi rủi ro về hàng hóa khi hàng hóa đó đã đặt dưới quyền định đoạt của mình.